# Szkoła starowiedeńska

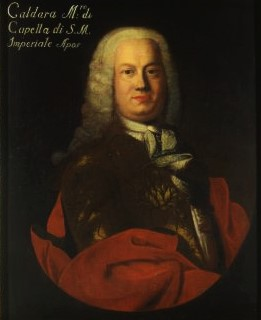
Antonio Caldara

Szkoła starowiedeńska – termin określający grupę austriackich i włoskich kompozytorów działających w Wiedniu ok. połowy XVIII wieku. Choć w odróżnieniu od szkół berlińskiej czy mannheimskiej kompozytorzy nie byli silnie skonsolidowaną grupą, jednak mieli znaczny wpływ na muzykę swoich czasów. Poprzedzili oni klasyków wiedeńskich.
Prekursorem był tutaj Włoch, Antonio Caldara, a do tego nurtu należeli także G.Ch. Wagenseil, K. Ditters von Dittersdorf, G.M. Monn, J. Starzer, J.Ch. Mann, J.G. Reutter. Początkowo twórcy szkoły starowiedeńskiej skupieni byli na tworzeniu oratoriów i oper, a od około 1740 roku również za ich przyczyną nastąpił dynamiczny rozwój muzyki głównie symfonicznej, wpłynęli na ukształtowanie się czteroczęściowej formy symfonii, pojawiła się także moda na domowe muzykowanie (Hausmusik), co z kolei było motywacją rozwoju takich form jak nokturn, serenada, divertimento czy kasacja. Twórcy eksperymentowali nie tylko z formami, ale także ze składem orkiestry, do swoich utworów częstokroć włączali także motywy ludowe.